# Потапов, Владимир Владимирович (художник)
Владимир Владимирович Потапов (род. 26 января 1980, Волгоград) — российский художник и куратор, живёт и работает в Москве.
Визитной карточкой художника является «пространственная живопись»: многослойные картины, написанные на плексигласе и серия работ «Внутри», в которой автор создает слоистую красочную структуру и путем счищения и выскребания краски формирует фигуративное изображение.
Работы Владимира Потапова находятся в коллекциях Третьяковской галереи, Музея современного искусства г. Краков (МОСАК), Московского музея современного искусства, Музея современного искусства PERMM, Музея современного искусства им. Сергея Курехина (Санкт-Петербург), Фонда современного искусства К.Сорокина и В.Смирнова.
Преподаватель школы современного искусства «Свободные мастерские» Московского музея современного искусства. А также курса «Живопись в современном искусстве» в Третьяковской галереи.
Сооснователь (вместе с художниками Натальей Тимофеевой, Леонидом Ларионовым и Димой Филипповым) некоммерческого выставочного пространства — галереи «Электрозавод» (первоначальное название — «Периметр»). По версии издания Artгид, галерея «Электрозавод» — это первая и крупнейшая самоорганизованная инициатива занимающихся современным искусством в Москве, начиная с 1990-х годов. 

## Образование
- 2000—2001 — институт искусств им. П. А. Серебрякова, г. Волгоград;
- 2001—2008 — мастерская художника Б. И. Махова г. Волжский;
- 2009—2010 — Институт проблем современного искусства, г. Москва;
- 2010—2011 — «Свободные мастерские» Московский музей современного искусства, г. Москва
- 2013 — «Открытая школа МедиаАртЛаб», г. Москва, Манеж.

## Достижения
- Forbes: рейтинг российских современных художников «Надо брать», 2017[7]
- Вошел в Российский инвестиционный художественный рейтинг 49ART, представляющий выдающихся современных художников в возрасте до 50 лет, 2017, 2018[8]
- Вошел в рейтинг топ 100 признанных авторов по версии InArt, 2017[9]
- Шорт-лист премии им. Курехина в номинации «Лучшее произведение визуального искусства», Санкт-Петербург, 2016
- Выставка «По памяти» — лучшая выставка 2015 года по версии artguide.com[10]
- Номинант премии Кандинского в номинации «Молодой художник» 2014 года.
- Победитель фестиваля RUSSIAN ART WEEK 2009. Международный конкурс живописи в номинации «Реалистическая живопись», «Сюрреалистическая живопись», в категории «профи», картины «Вопреки» и «Кокон». Московский Дом Художника, 2009 год.
- 2-е место в конкурсе «Буйство красок», фонд Константина Смирнова и Владимира Сорокина, 2013 год.
- Финалист международного конкурса «Portret now» им. Якоба Кристиана Якобсена, Дания, 2013, 2015 годы.
- 1-е место в конкурсе «Памятник московским царям», 2013 год.

## Персональные выставки
- «Открытая глубина», галерея Frank Taal, Роттердам, Голландия, 2025
- «Волшебная страна СИВА», арт--пространство Agora, Гавана, Куба, 2024
- «Аджером. Тип: поселок. Статус: жилой», Центр свободного искусства им. Зверева, Москва, 2024
- «Обе белые», галерея pop/off/art, Москва 2023
- «Ничего другого», галееря FUTURA, Нижний Новгород, 2022
- Хроники изоляции. Совм. С Эммануэлем Борнштейном. Дессау, Германия, 2022
- Yes, chaos. Совм. С Эммануэлем Борнштейном. Crone Berlin. Берлин, Германия, 2022
- Хроники изоляции. Совм. С Эммануэлем Борнштейном. Музей современного искусства PERMM. Пермь,2021
- Хроники изоляции. Совм. с Эммануэлем Борнштейном. Галерея pop/off/art. Москва, 2021
- ВНУТРИ. Дисторшн. В рамках фестиваля «МОСТ». Завод «Элмат». Калуга,2020
- «Кирилл Благолепов, 32 года, Москва», галерея pop/off/art, Москва, 2019
- «Вид на живопись», Галерея «Виктория», Самара, 2018[11][12][13][14][15][16]
- «Все палитры попадают в рай» (совместно с Владимиром Дубосарским), ЦСИ Винзавод, Москва, 2018[17]
- «Впереди только история», Кунстхалле Ростока, Германия[18][19]
- «Обнуление высоты», вершина Эльбруса, 2017
- «Впереди только история», ARCADA GALLERY, Музей Парка Горького, Москва, 2017[2]
- «ONE! TWO! THREE!», H’art Gallery, Бухарест, 2017
- «Под предлогом», ЦСИ «Типография», Краснодар, 2016
- «Внутри», галерея Тенгри-Умай, Алматы, 2016[20][21][22][23]
- «В траве сидел кузнечик», Budapest ART factory, Будапешт, 2016
- «Прямой эфир», выставка одной картины, галерея Беляево, Москва, 2016
- «Внутри», галерея Х. Л. А. М., Воронеж, 2016[24]
- «По памяти», Московский музей современного искусства, 2015[25][26][27]
- «Блик на Солнце», галерея «Триумф», 2015
- «Проявление», галерея Random, 2014[28]
- «Прозрачные отношения», галерея «Триумф», Москва, 2013[29]
- «Момент распада», персональная выставка, «Агентство Art.ru», Москва, 2011

## Творчество
Потапов Владимир в своих художественных практиках работает с живописью, исследуя её медиальные основы и возможности в современном контексте. Его эксперименты и исследования проходят на стыках с другими медиа и видами искусства. Многослойная живопись или, так называемая, пространственная живопись, которую Потапов впервые показал в 2011 году, оппонирует конвенции картины и раскрывает живописно-пластические возможности недоступные в привычном пространстве картины.
С 2010 года Потапов снимает фильм «Ни возьмись» — исследовательский проект, в котором деятели искусств (арт-критики, искусствоведы, кураторы, практикующие художники) отвечают на 5 одинаковых вопросов о состоянии современной живописи.
В 2015 для выставки «По памяти» создал серию работ «Внутри». Главный принцип создания которых заключался в том, что краска не наносилась на поверхность, а наоборот удалялась и счищалась. В этой серия в качестве носителя выступили доски объявлений, которые за многие годы были многократно перекрашены коммунальными службами. При помощи сцарапывания автор обнаруживал старые слои краски и так формировал изображение.
13 августа 2017 сделал восхождение на Эльбрус и на вершине организовал персональную выставку «Обнуление высоты».
В 2018 впервые показал серию «Реальности», в основе которой использовал голографическую бумагу. «Сияние такого материала отсылает к фаворскому свету икон, но это сакральный свет, а в моем случае — технократический». В 2019 продолжил эту серию в персональной выставке «Кирилл Благолепов, 32 года, Москва».

## Кураторские проекты
- «Общее в частности», АRTBAT FEST 2015, Алматы, 2015
- «Вне зоны действия», Оксана Симатова и Петр Голощапов (группа CrocodilePOWER), ММСИ, 2015
- «Три дня в октябре», Историко-мемориальный музей «Пресня», 2013
- «Сопромат», Центр дизайна ARTPLAY, 2013
- «Checkpoint», ЦСИ «Фабрика», цех «Оливье», 2012. Продолжение выставки «От противного», на которой были представлены самые заметные живописнве практики. Участниками выставки стали 12 российских художников.
- «От противного», ЦСИ «Винзавод», цех «Красный», 2010[30].[31]
- «Ни возьмись», 2011. Цикл интервью о современной живописи.[32] Участники проекта отвечают на 5 вопросов о состоянии и перспективах живописи.

## Галерея

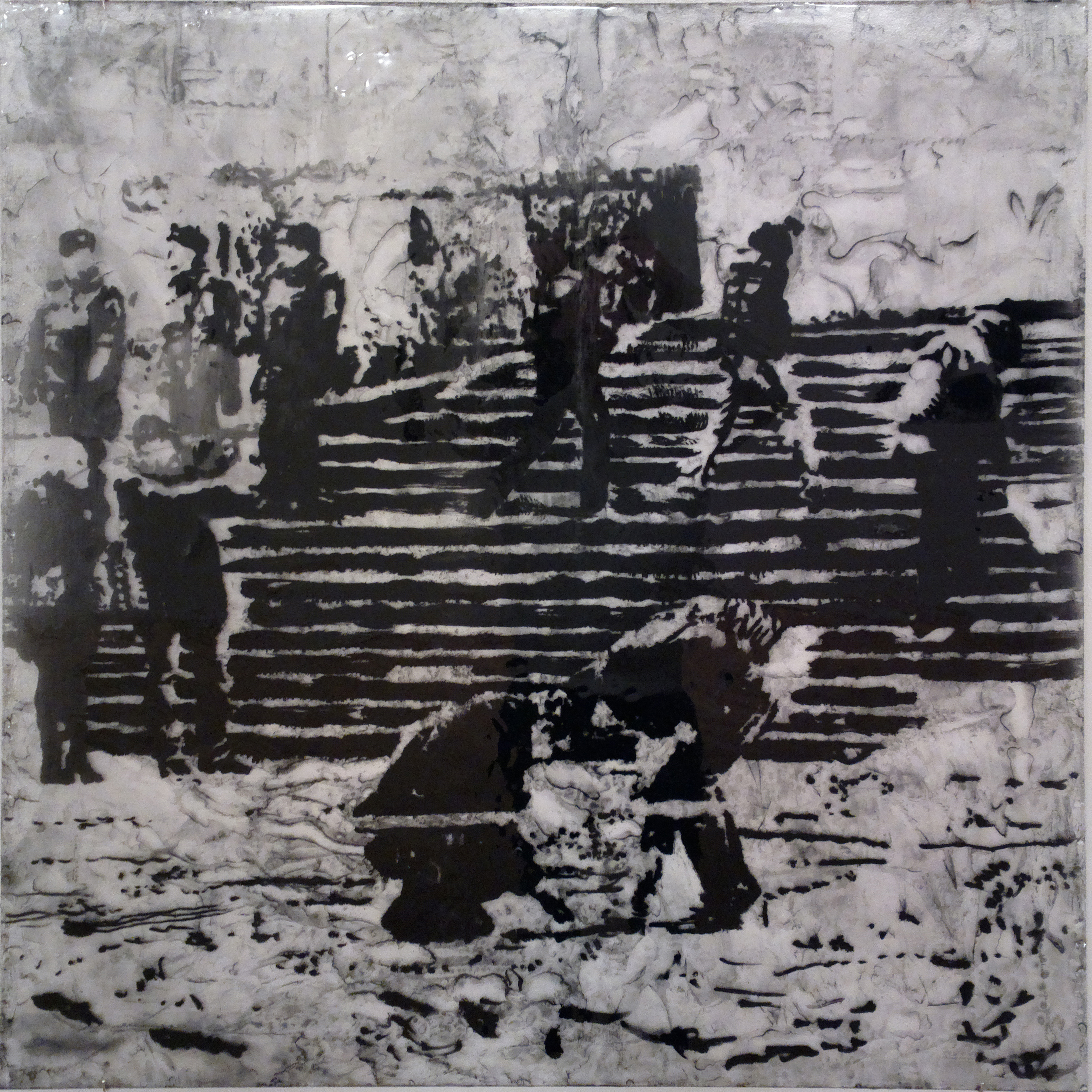
«Лестница», пигмент-плексиглас, 100×100 см, 2014
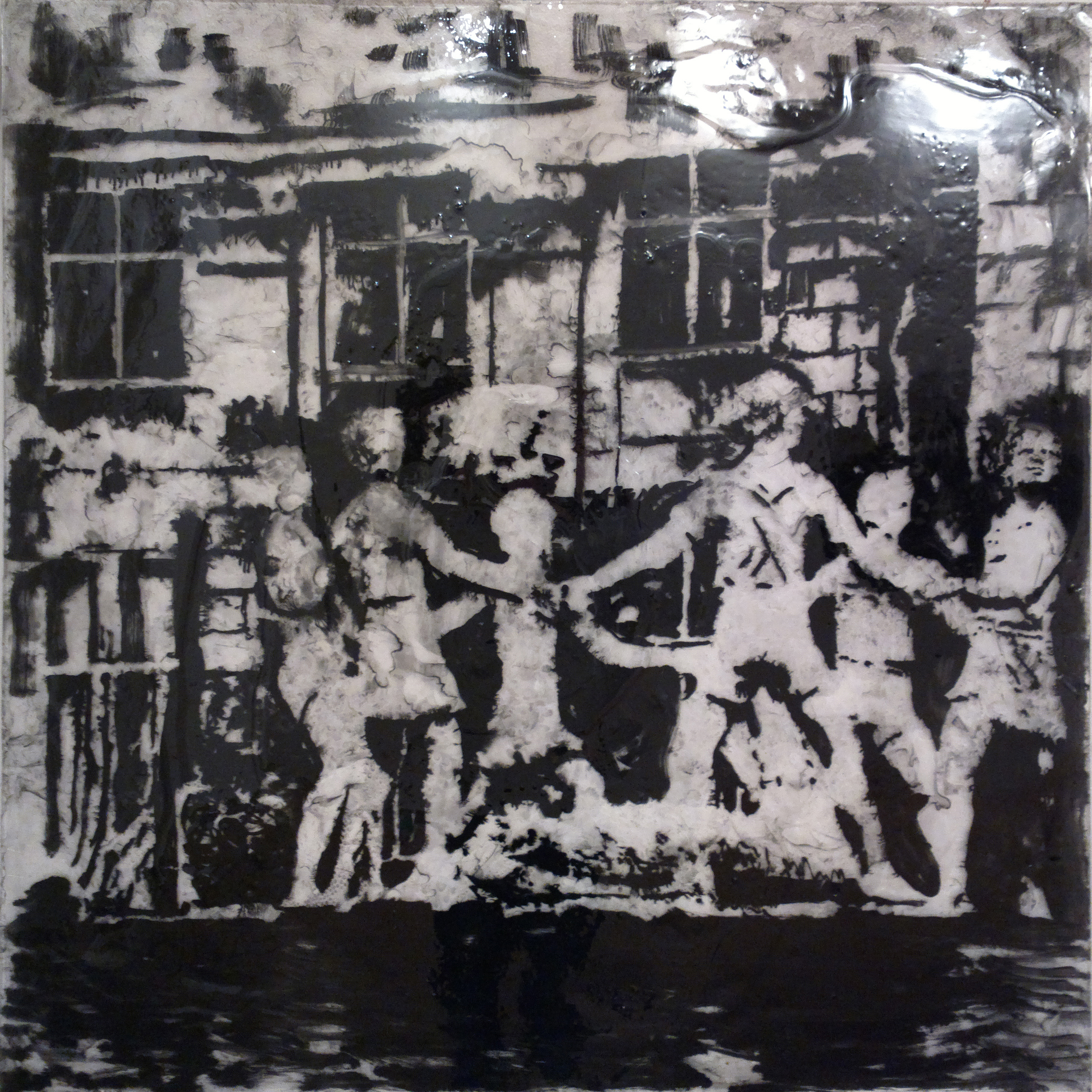
«Фонтан», пигмент-плексиглас, 100×100 см, 2014
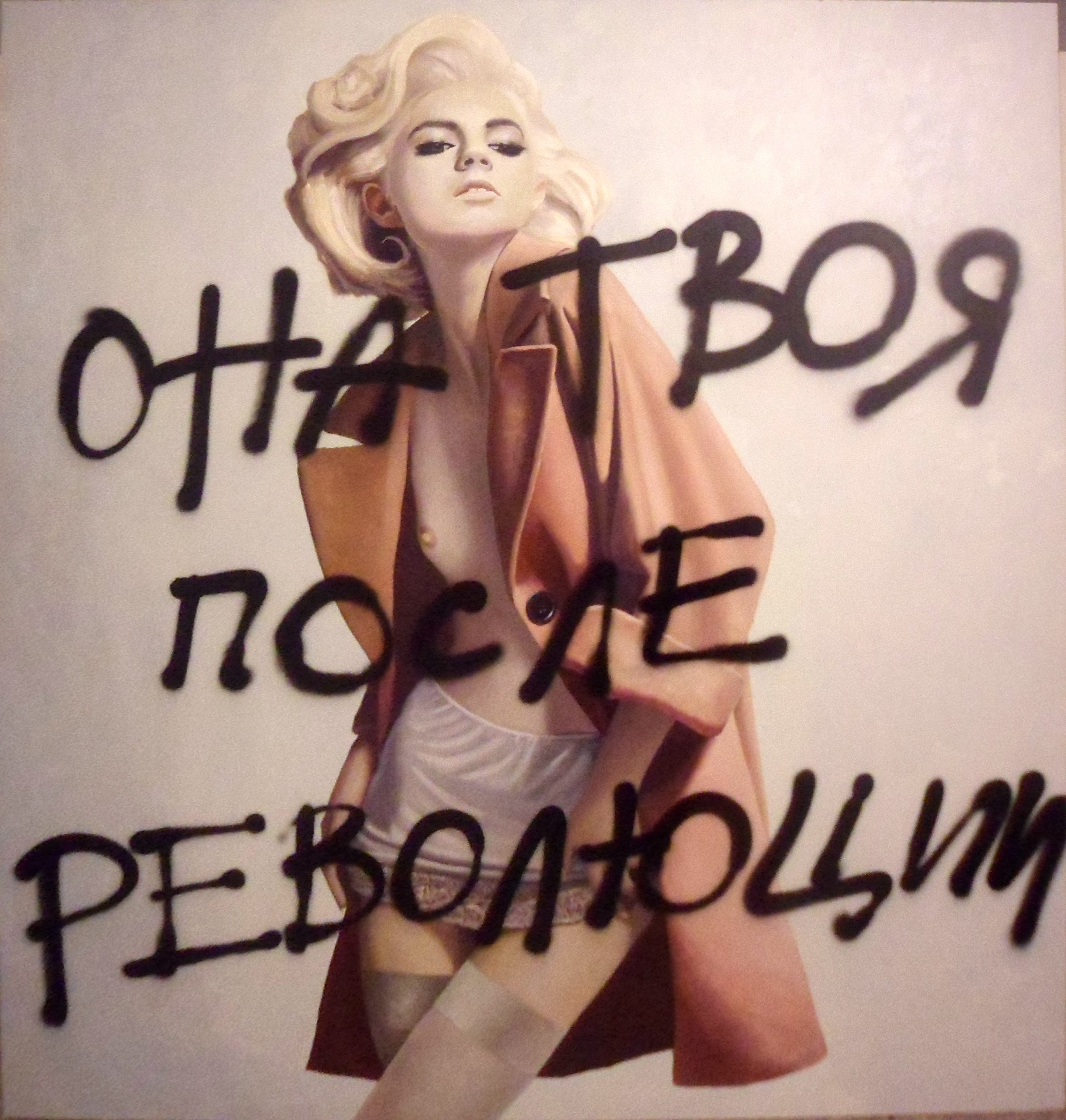
«Она твоя после революции», 100×100 см, МДФ-масло-спрей, 2012
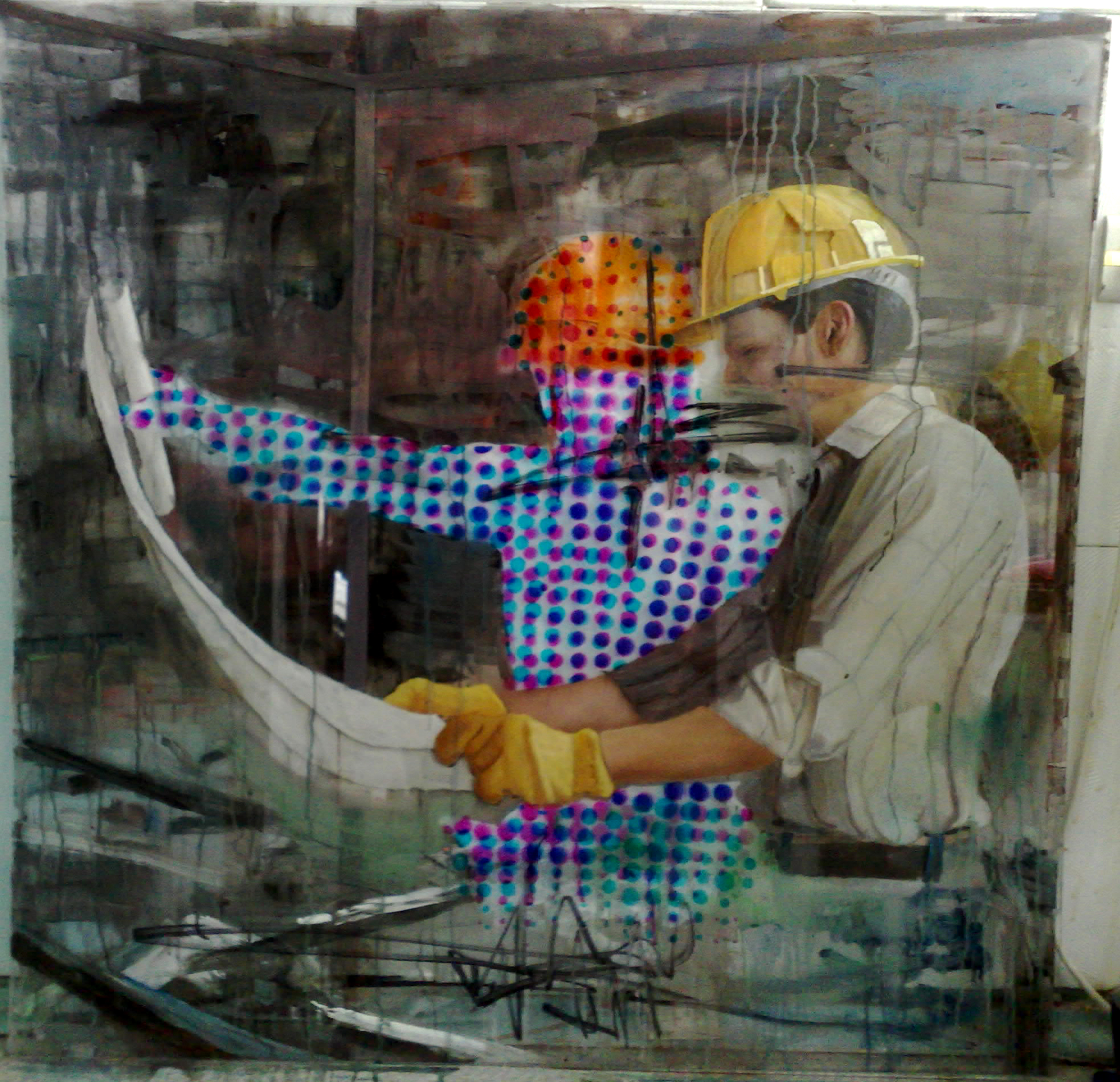
«План», плексиглас-масло, 100×100 см, 2012
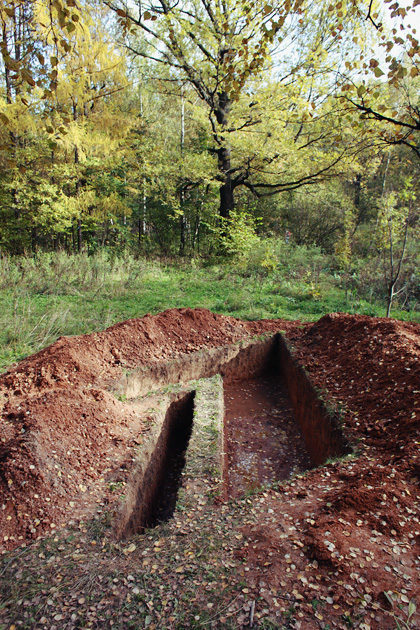
«Памятник неизвестному каналу», 8,5×6×1,5 м, 2013
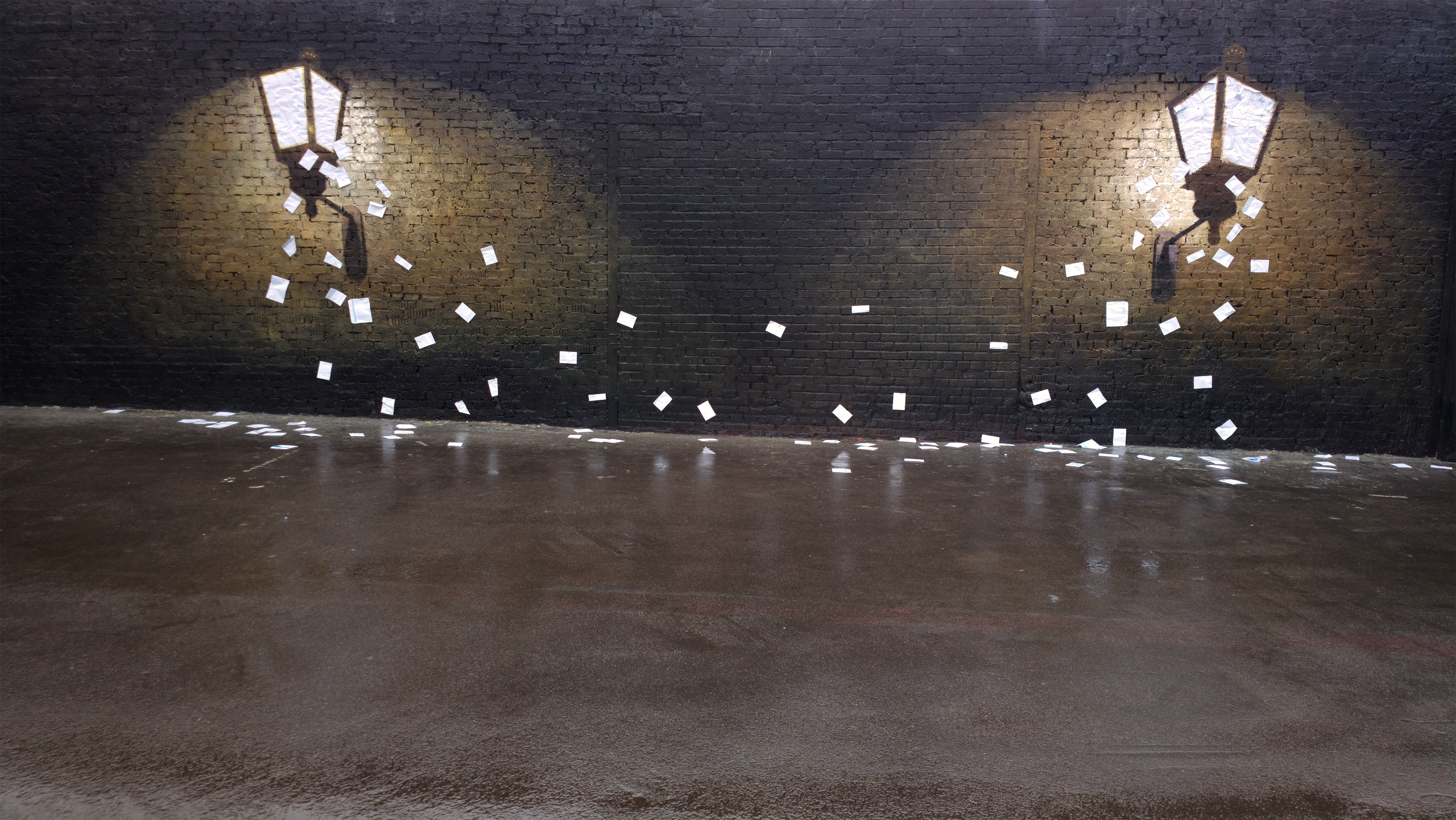
«Свет», масло-конверты, 4,5×23 м, стена ЦСИ Винзавод, 2013
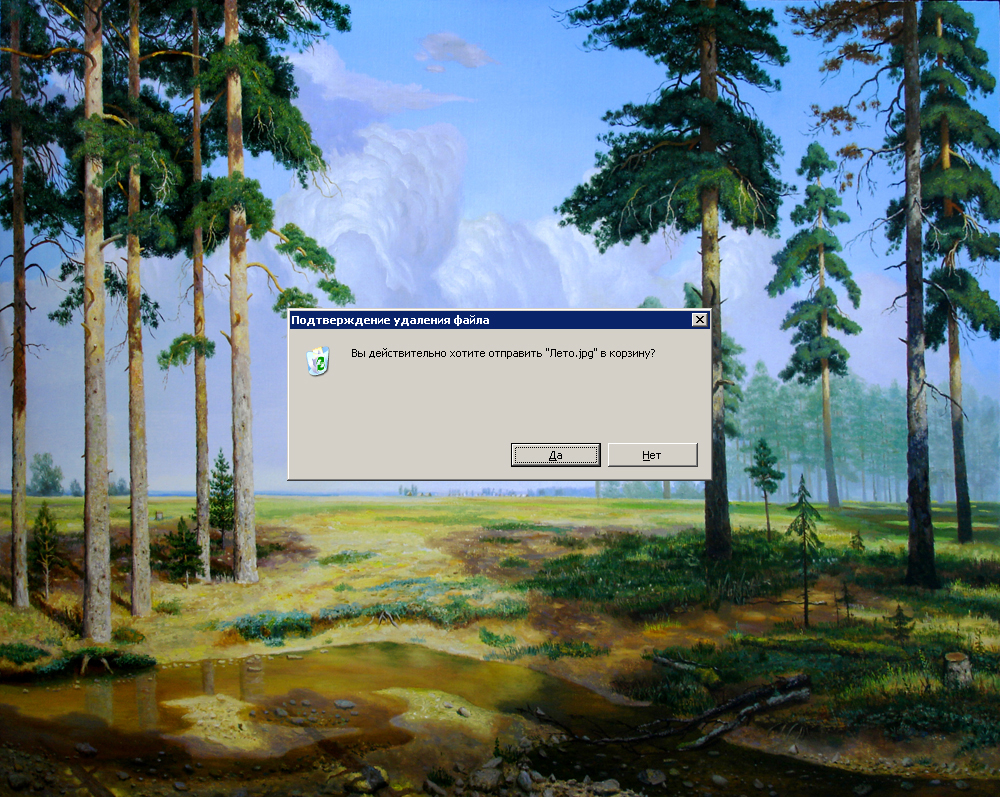
Удалить лето, 70×100 см, холст-масло-пенокартон, 2009
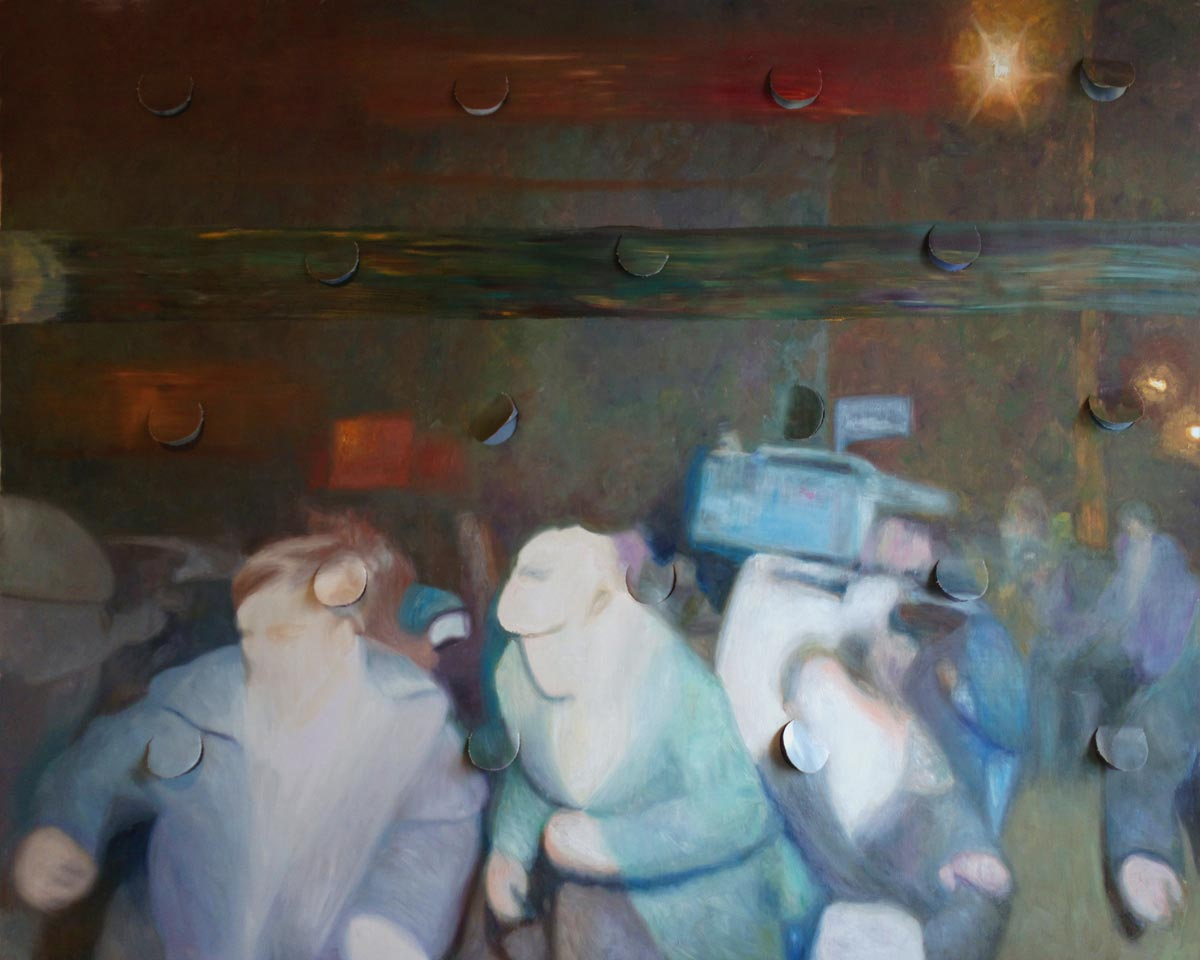
«Эффект паруса», холст-масло-перфорация, 200×160 см, 2013
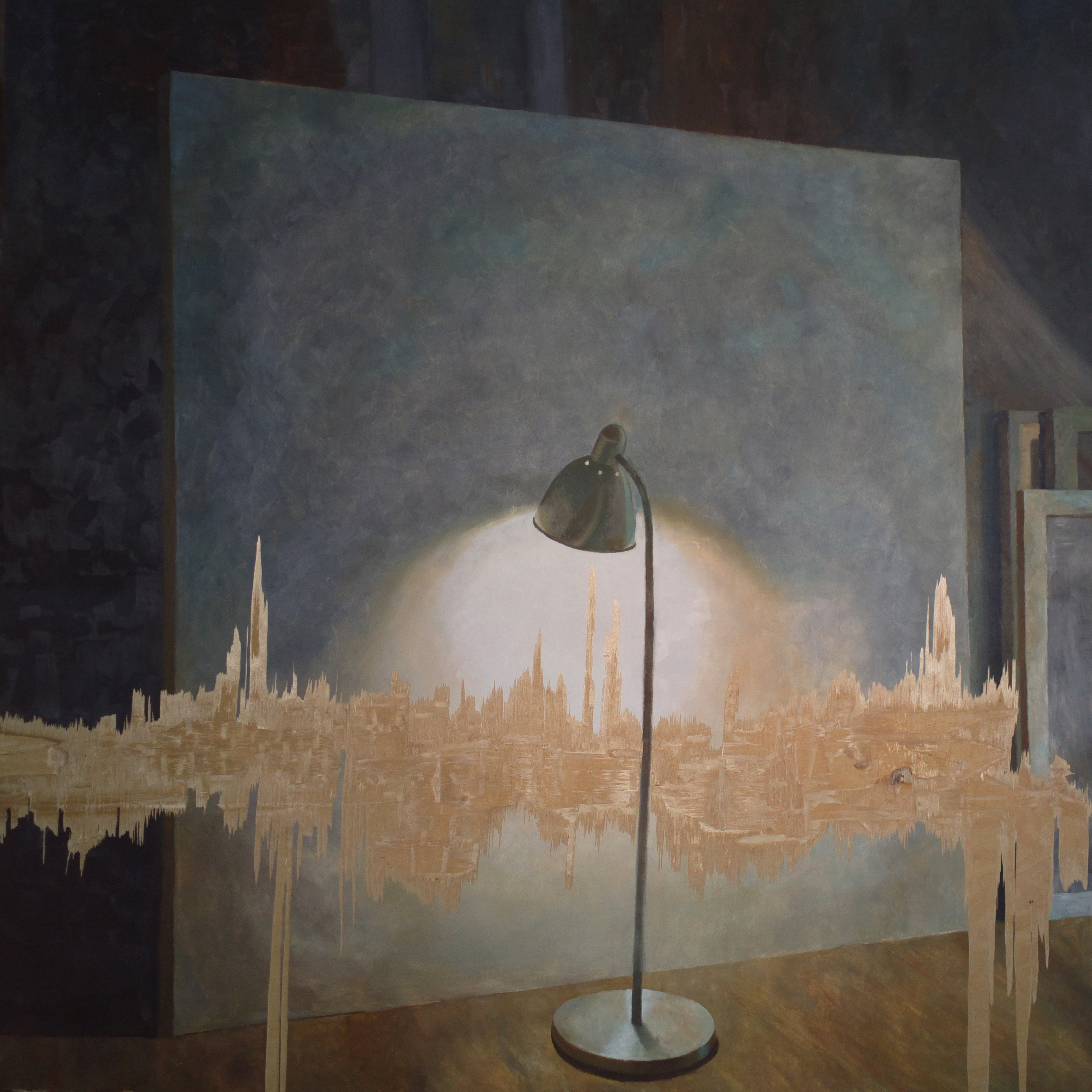
Серия «Свет», 155×156 см, фанера-масло, 2013
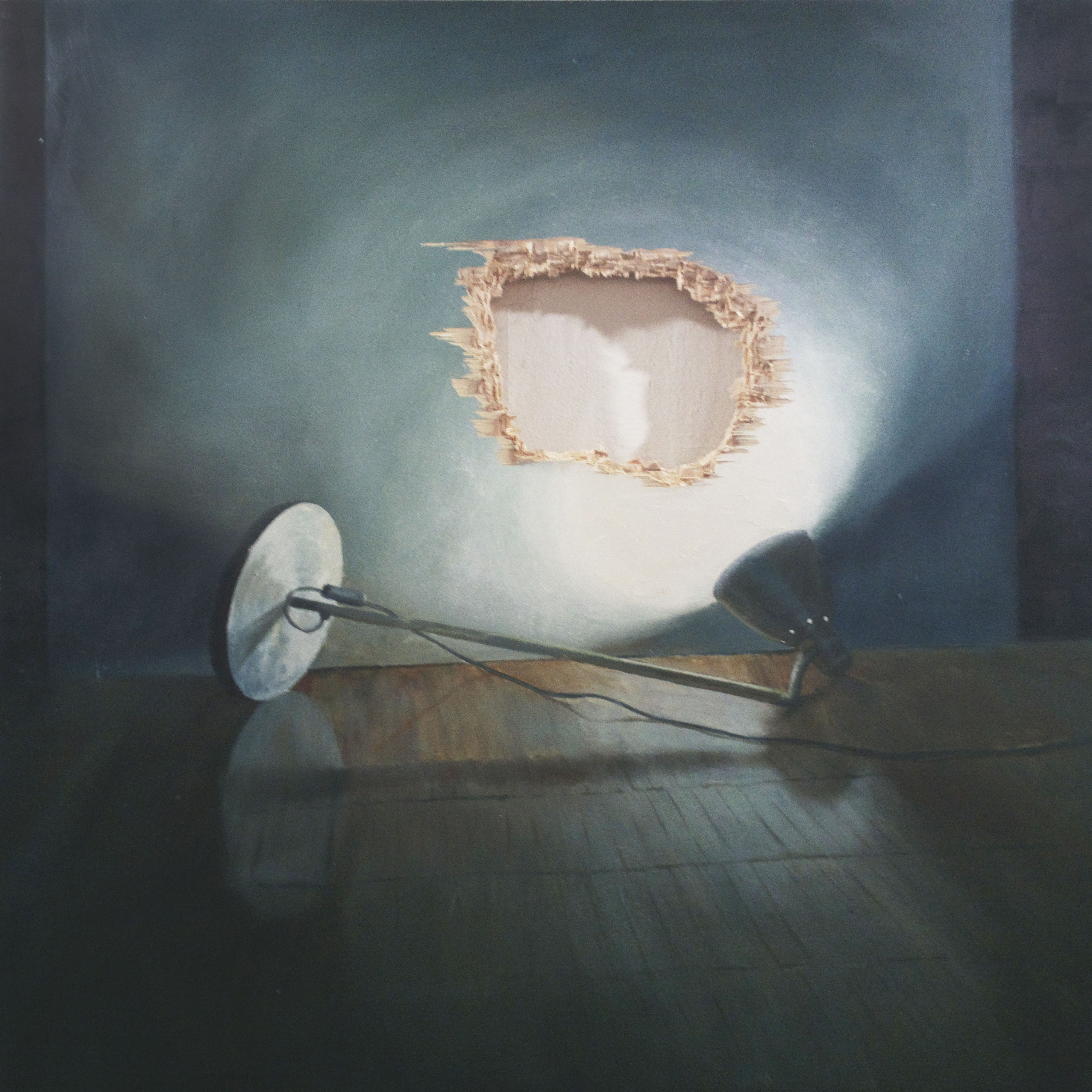
Серия «Свет» (2), 155×155 см, фанера-масло, 2013
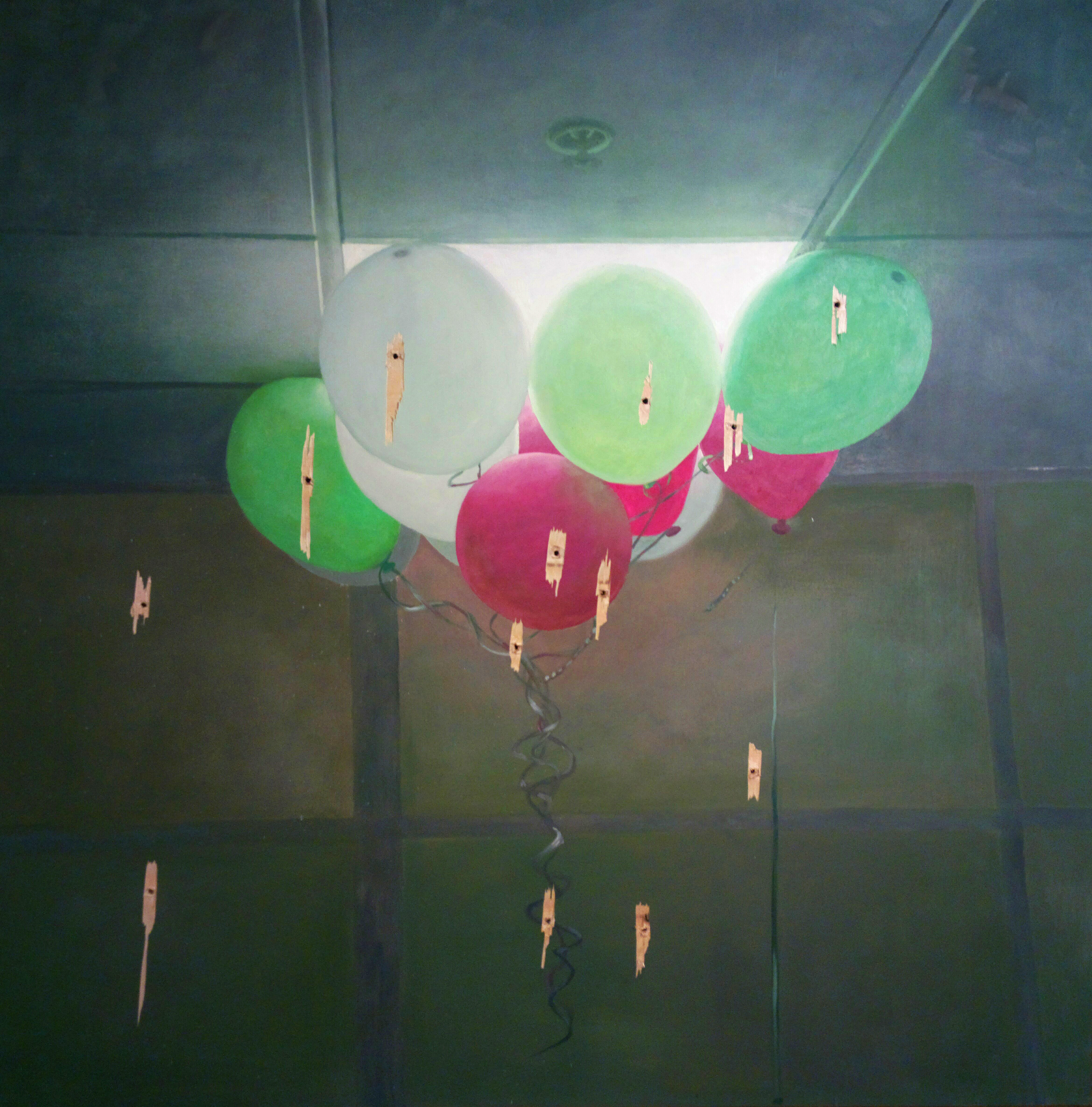
Серия «Свет», фанера-масло, 155×155 см, 2014